# Dödviktsförlust
Dödviktsförlust, dödviktskostnad eller allokativ ineffektivitet är inom nationalekonomi den allokeringsförlust som uppstår genom bristfällig ekonomisk effektivitet, som uppstår när jämvikten för en vara eller tjänst inte ligger i Pareto optimum. 
Dödviktsförluster kan uppstå på grund av den prissättning som sker i monopol, externa effekter, skatter, subventioner, priskontroll eller fasta nivåer för exempelvis löner. Dessa förluster är en konsekvens omkring regler som gynnar artificiell knapphet.